# Szelicse
Szelicse románul: Sălicea, falu Romániában, Erdélyben, Kolozs megyében, Csürülye községhez tartozik.

## Fekvése
Kolozsvártól 12 km-re délnyugatra fekvő település.

## Története

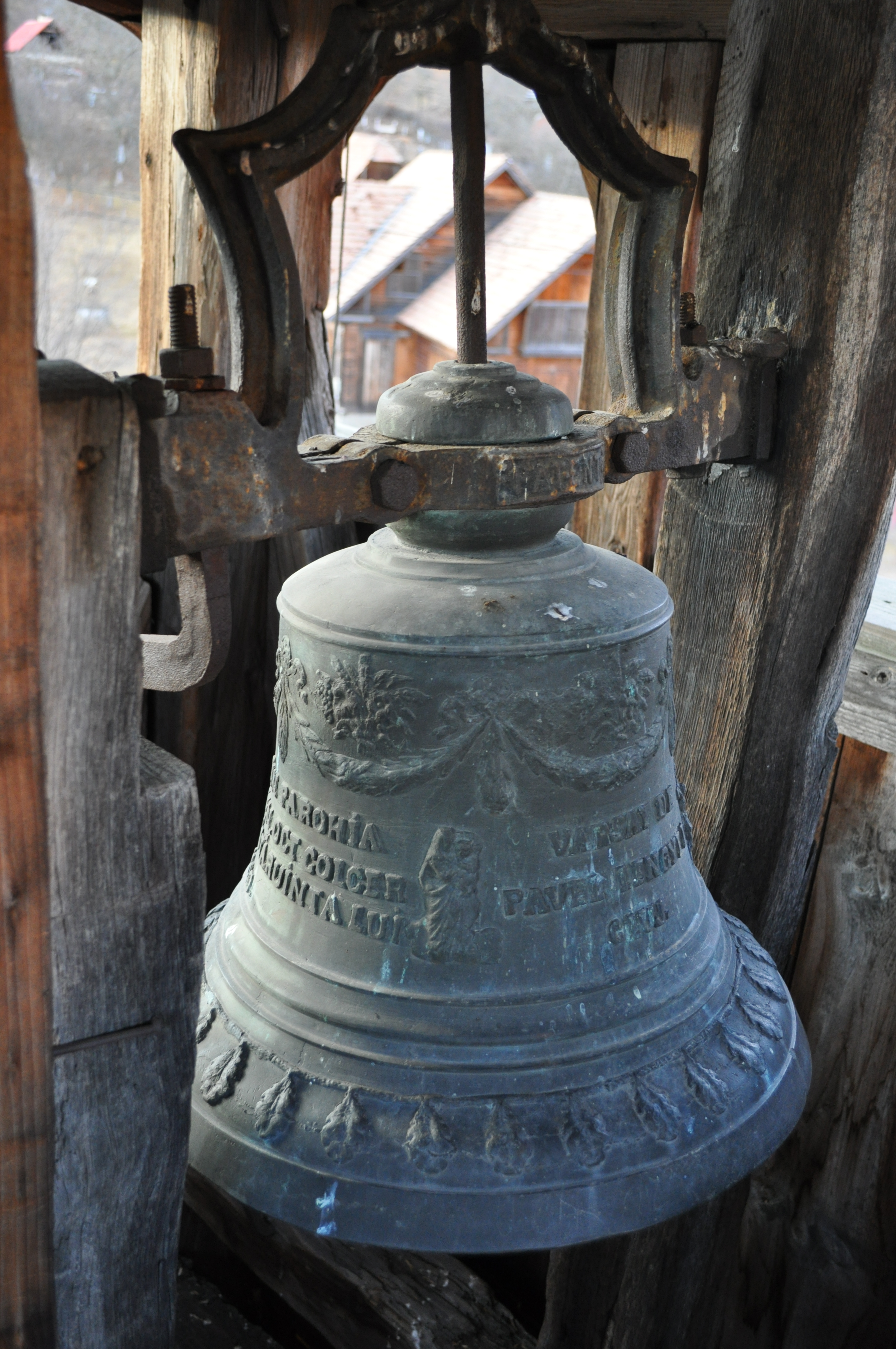
A fatemplom harangja

Szelicse, Szelecse Árpád-kori település. Nevét már 1297-ben p. Zeleche néven említette oklevél.
Későbbi névváltozatai: 1367-ben p. Zelliche, 1415-ben p. Zeleche, 1760-ban Szelitse, 1733-ban Szelicsa, 1808-ban Szelestye, 1861-ben Szelitye, 1913-ban Szelicse.
1437-ben p. Zeleche nobilium de Zylwas. Szilvási (Magyarszilvási) nemesek birtoka volt. 1459-ben Bogáti László Zelesthe-i részét 20 Ft-ban zálogba adta Pongrác volt erdélyi alvajda özvegyének, Klárának. 1466-ban Bogáti András Zelesthye birtokbeli ősi részét újra cserébe adta Meggyesfalvi Alárd Lászlónak. 1467-ben Mátyás király parancsára udvari vitézét, Ernuszt Jánost és fiait, Zsigmondot és Jánost királyi adomány címén beiktatták Zelesthye egészbirtokba. 1476-ban Zelesthe a Bogátiak egészbirtoka volt.
A trianoni békeszerződés előtt Torda-Aranyos vármegye Tordai járásához tartozott.
1910-ben 569 lakosából 14 magyar, 555 román volt. Ebből 560 görögkatolikus volt.

## Források

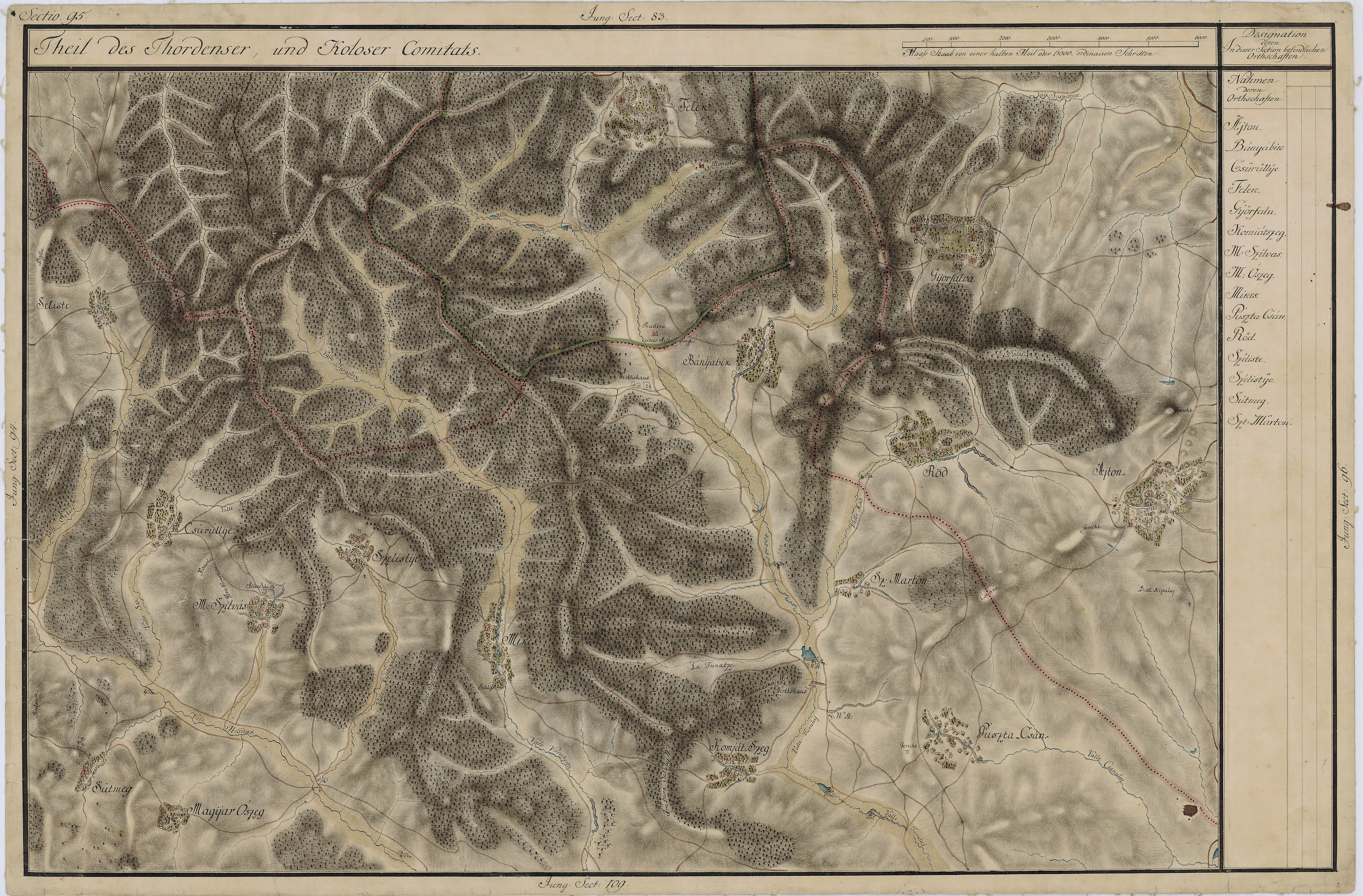
Szelicse egy régi, az 1700-as évekből való térképen